# Vernonia rochonioides
Vernonia rochonioides là một loài thực vật có hoa trong họ Cúc. Loài này được Humbert miêu tả khoa học đầu tiên.